# Austrochilus parwis
Austrochilus parwis – gatunek pająka z rodziny Austrochilidae.
Gatunek ten opisany został w 2017 roku przez Petera Michalika i Jörga Wunderlicha na podstawie okazów odłowionych w 2002 roku 10 km od Parku Narodowego Nahuelbuta. Epitet gatunkowy nadano na cześć Parwisa Nabaviego, który odłowił materiał typowy.
Holotypowy samiec ma 8,2 mm długości ciała przy karapaksie długości 4,5 mm i szerokości 3,4 mm. Samice osiągają od 11 do 14 mm długości ciała przy karapaksie długości od 5,5 do 6,2 mm i szerokości od 4,2 do 5,3 mm. Barwa karapaksu jest jasnobrązowawa z ciemniejszymi bokami i środkiem, a sternum brązowa. Nadustek u samca jest około 3 razy wyższy od oczu przednio-środkowej pary, a u samic 2,6–4,5 raza od nich wyższy. Oczy tylno-bocznej pary leżą wyraźnie bardziej z przodu niż pary tylno-środkowej. Jamki na karapaksie są dobrze wykształcone. Krętarze nogogłaszczków u obu płci zaopatrzone są w narządy strydulacyjne. Odnóża są długie, brązowe, zaopatrzone w pojedyncze grzebienie przędne w środkowych ⅓ nadstopów ostatniej pary. Owalna, krótko owłosiona opistosoma (odwłok) jest ciemnoszarobrązowa z żółtymi łatkami na płucotchawkach i ujściach tchawek. Siteczko przędne jest duże i niepodzielone.
Nogogłaszczki samców cechuje długie i smukłe cymbium, subtegulum z dużym i haczykowatym wyrostkiem retrolateralnym oraz grzbietowym guzkiem po stronie prolateralnej, szczyt tegulum w formie tępego haczyka oraz smukła apofyza medialna i słabo zesklerotyzowanej połowie nasadowej. Duży embolus ma wierzchołek zesklerotyzowany w części retrolateralnej. Konduktor, subtegulum i apofyza medialna mają kształt podobny do tych u A. fosteri.
Samice mają epigynum z wyraźnym, zaokrąglonym i wystającym ponad bruzdę epigastralną skapusie, płytką poprzeczną i otworami płciowymi o listewkowato zesklerotyzowanych bokach, słabo zesklerotyzowanym płacie przednim z silnie zesklerotyzowaną płytką oraz długimi i zakrzywionymi płatami bocznymi, połączonymi z płatem przednim. 
Pająk neotropikalny, endemiczny dla Chile, znany tylko z regionu Araukania. Poławiany na skraju lasu, na rzędnych 900 m n.p.m.